# Carried to Dust
Carried to Dust is het zesde studioalbum van de Amerikaanse rockband Calexico. Het album werd geproduceerd door John Convertino, de drummer van de band. In 2008 werd Carried to Dust door het kleine platenlabel Quarterstick Records voor het eerst uitgebracht.
Zanger Joey Burns was aanvankelijk van plan om een conceptalbum te maken. Het eerste nummer dat hij schreef voor dit album was "Writer's Minor Holiday". Burns werd geïnspireerd tot het schrijven van dit nummer door de schrijversstakingen in 2007, die georganiseerd werden door de Writers Guild of America. Uiteindelijk liet hij dit plan echter vallen omdat hij niet volledig gebonden wilde zijn aan één thema.
Calexico werd bij de opnamen bijgestaan door een aantal gastartiesten, onder wie Iron & Wine en Pieta Brown. Het album bereikte de 29ste plaats in de Nederlandse Album Top 100 en de zestiende in de Vlaamse Ultratop 50.

## Composities
| 1.                 | Victor Jara's Hands            | 3:19 |
| 2.                 | Two Silver Trees               | 3:50 |
| 3.                 | The News about William         | 2:47 |
| 4.                 | Sarabande in Pencil Form       | 0:40 |
| 5.                 | Writer's Minor Holiday         | 3:09 |
| 6.                 | Man Made Lake                  | 3:00 |
| 7.                 | Inspiración                    | 3:35 |
| 8.                 | House of Valparaiso            | 2:47 |
| 9.                 | Slowness                       | 3:35 |
| 10.                | Bend to the Road               | 3:18 |
| 11.                | El Gatillo (Trigger Revisited) | 3:07 |
| 12.                | Fractured Air (Tornado Watch)  | 3:16 |
| 13.                | Falling from Sleeves           | 1:20 |
| 14.                | Red Blooms                     | 3:24 |
| 15.                | Contention City                | 4:16 |
| Totale duur: 45:23 |                                |      |

## Bezetting
Aan het album werkten de volgende artiesten mee:
- Sam Beam (Iron & Wine) - achtergrondzang
- Pieta Brown - zang
- John Convertino - banjo, drums, marimba, tamboerijn, percussie, koebel, guiro
- Michael Fan - viool
- Nick Luca - elektrische gitaar, hammondorgel, vibrafoon
- Douglas McCombs - elektrische gitaar
- Paul Niehaus - akoestische gitaar, Weissenborn, elektrische gitaar, baritongitaar
- Bo Ramsey - gitaar, 12-snarige (elektrische) gitaar
- Mickey Raphael - basgitaar, mondharmonica
- Amparo Sánchez - zang
- Chris Schultz - drumcomputer
- Craig Schumacher - lap-steelgitaar
- Jacob Valenzuela - trompet, zang, vibrafoon
- Martin Wenk - trompet, accordeon, glockenspiel, hoorn, achtergrondzang, vibrafoon, omnichord
- Volker Zander - basgitaar, contrabas

## Hitnoteringen
Album Top 100
| Carried to Dust in de Nederlandse Album Top 100 binnen: 13 september 2008 | Carried to Dust in de Nederlandse Album Top 100 binnen: 13 september 2008 | Carried to Dust in de Nederlandse Album Top 100 binnen: 13 september 2008 | Carried to Dust in de Nederlandse Album Top 100 binnen: 13 september 2008 | Carried to Dust in de Nederlandse Album Top 100 binnen: 13 september 2008 | Carried to Dust in de Nederlandse Album Top 100 binnen: 13 september 2008 | Carried to Dust in de Nederlandse Album Top 100 binnen: 13 september 2008 | Carried to Dust in de Nederlandse Album Top 100 binnen: 13 september 2008 | Carried to Dust in de Nederlandse Album Top 100 binnen: 13 september 2008 |
| Week                                                                      | 1                                                                         | 2                                                                         | 3                                                                         | 4                                                                         | 5                                                                         | 6                                                                         | 7                                                                         |                                                                           |
| ------------------------------------------------------------------------- | ------------------------------------------------------------------------- | ------------------------------------------------------------------------- | ------------------------------------------------------------------------- | ------------------------------------------------------------------------- | ------------------------------------------------------------------------- | ------------------------------------------------------------------------- | ------------------------------------------------------------------------- | ------------------------------------------------------------------------- |
| Positie                                                                   | 34                                                                        | 29                                                                        | 41                                                                        | 78                                                                        | 74                                                                        | 62                                                                        | 98                                                                        | uit                                                                       |

Ultratop 100
| Carried to Dust in de Vlaamse Ultratop 100 binnen: 20 september 2008 | Carried to Dust in de Vlaamse Ultratop 100 binnen: 20 september 2008 | Carried to Dust in de Vlaamse Ultratop 100 binnen: 20 september 2008 | Carried to Dust in de Vlaamse Ultratop 100 binnen: 20 september 2008 | Carried to Dust in de Vlaamse Ultratop 100 binnen: 20 september 2008 | Carried to Dust in de Vlaamse Ultratop 100 binnen: 20 september 2008 | Carried to Dust in de Vlaamse Ultratop 100 binnen: 20 september 2008 | Carried to Dust in de Vlaamse Ultratop 100 binnen: 20 september 2008 | Carried to Dust in de Vlaamse Ultratop 100 binnen: 20 september 2008 |
| Week                                                                 | 1                                                                    | 2                                                                    | 3                                                                    | 4                                                                    | 5                                                                    | 6                                                                    | 7                                                                    |                                                                      |
| -------------------------------------------------------------------- | -------------------------------------------------------------------- | -------------------------------------------------------------------- | -------------------------------------------------------------------- | -------------------------------------------------------------------- | -------------------------------------------------------------------- | -------------------------------------------------------------------- | -------------------------------------------------------------------- | -------------------------------------------------------------------- |
| Positie                                                              | 16                                                                   | 19                                                                   | 30                                                                   | 37                                                                   | 52                                                                   | 65                                                                   | 86                                                                   | uit                                                                  |